# Luke Romano

a Compétitions nationales et continentales officielles uniquement.

b Matchs officiels uniquement.
Dernière mise à jour le 21 août 2023.
Luke Romano, né le 16 juin 1986 à Nelson (Nouvelle-Zélande), est un international néo-zélandais de rugby à XV. Il joue au poste de deuxième ligne.

## Biographie

### Jeunesse et formation
Luke Romano est né à Nelson en Nouvelle-Zélande, de parents d'origine italienne. En effet, son arrière grand-père paternel est originaire de la ville de Massa Lubrense en Campanie, et a immigré en Nouvelle-Zélande en 1923.
Romano déménage avec sa famille à Christchurch à l'âge de trois ans, et grandit dans cette ville. Il est scolarisé à la Christchurch Boys' High School (en). Lors de sa jeunesse, il se focalise sur la pratique du cricket, avec qui il parvient à jouer avec l'équipe première de son établissement. Il joue également au rugby mais, alors considéré comme peu talentueux, ne joue qu'en équipe 3. Il joue beaucoup au cricket jusqu'à l'âge de 19 ans, avant d'être contraint d'arrêter ce sport à cause d'une blessure au dos.
Après avoir terminé le lycée, il se lance dans un apprentissage du métier de maçon, qu'il termine en quatre ans. À côté de son travail, il joue au rugby au niveau amateur avec le club des High School Old Boys dans le championnat de la région de Canterbury. Il joue d'abord une saison avec l'équipe junior, avant de passer deux années à jouer avec l'équipe B du club. Il raconte plus tard qu'à cette époque il n'avait que peu de musculature (pesant 98 kg), et ne parvenait pas à faire une traction. Il ne fait ses débuts avec l'équipe première de son club que lors de sa quatrième saison, après les départs de plusieurs joueurs au poste de deuxième ligne.
Au bout de quelques matchs avec les Old Boys, il est repéré grâce à ses performances en touche par Rob Penney (en), qui entraine alors la province de Canterbury. Ce dernier décide de tenter un pari sur Romano, et lui offre son premier contrat professionnel. C'est à ce moment-là que Romano décide de commencer la musculation, et prend rapidement de la masse musculaire.

### Débuts professionnels (2009-2011)
Luke Romano est retenu dans l'effectif de Canterbury pour la saison 2009 de National Provincial Championship (NPC),. Il joue son premier match au niveau professionnel à l'âge de 23 ans, le 21 août 2009 contre Tasman,. Dans un effectif où sont présents des joueurs comme Sam Whitelock et Brad Thorn, il peine à se faire une place immédiate, et ne joue que trois rencontres lors de sa premières saison.
Il obtient une place de titulaire lors de la saison suivante où, profitant des sélections de ses concurrents, il dispute onze rencontres, toutes comme titulaire,. Il remporte le championnat avec son équipe au terme de la saison.
Après cette première saison pleine au niveau provincial, il est recruté par la franchise des Crusaders pour la saison 2011 de Super Rugby. Il joue dans premier temps avec l'équipe Development (espoir) de la franchise. Il fait ses débuts en Super Rugby le 9 avril 2011 contre les Bulls. Malgré un effectif très garni à son poste, avec la présence de ses coéquipiers à Canterbury Whitelock et Thorn, ainsi que de l'expérimenté Chris Jack, il parvient à obtenir un temps de jeu conséquent dès sa première saison,. Il est remplaçant lors de la finale de la compétition, que son équipe perd face aux Australiens des Queensland Reds.

### Cadre des Crusaders et carrière internationale (2012-2017)

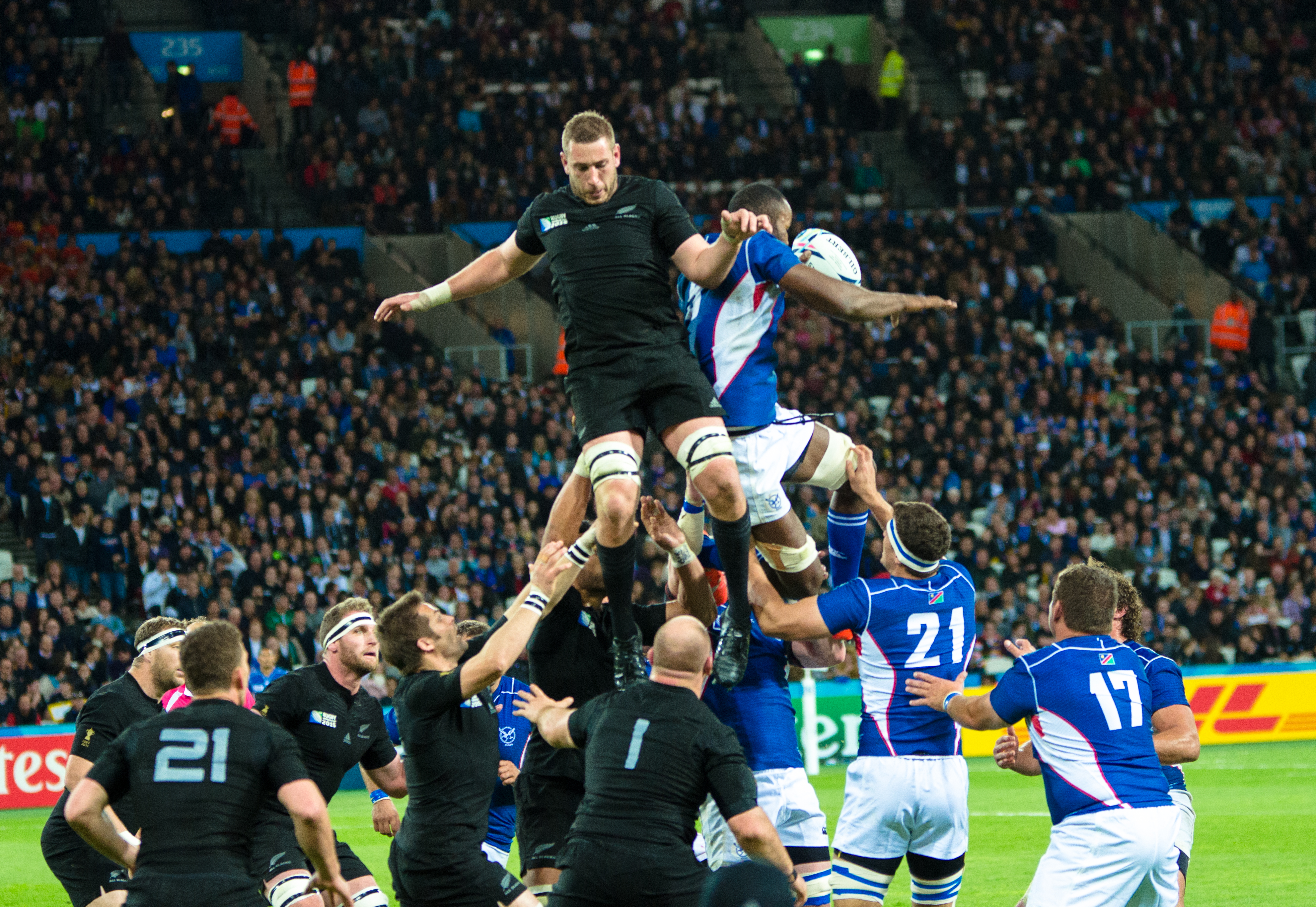
Luke Romano tentant de contester une touche au cours du match face à la Namibie lors de la Coupe du monde 2015

À la suite du départ de Thorn et Jack, Luke Romano s'impose comme un titulaire indiscutable des Crusaders lors de la saison 2012 de Super Rugby,.
En mai 2012, il est sélectionné pour la première fois avec les récents champions du monde All Blacks par Steve Hansen, à l'âge de 26 ans. Il honore sa première sélection le 23 juin 2012 en tant que titulaire à l'occasion d'un test-match contre l'équipe d'Irlande à Hamilton,. Il enchaîne ensuite avec le Rugby Championship, qu'il remporte avec son équipe, après avoir disputé les six matchs,.
Avec les Crusaders, il continue d'être un cadre lors des saisons suivantes, formant un attelage respecté avec Sam Whitelock,. Avec les All Blacks, il doit principalement se contenter d'un rôle de doublure lors derrière Whitelock et Brodie Retallick. En 2014, il est longuement blessé à la jambe, ce qui lui fait manquer une partie de la saison de Super Rugby, et limite ses apparitions en sélection à une seule,.
L'année suivante, il est sélectionné pour la Coupe du monde 2015 disputée en Angleterre,. Toujours en retrait par rapport au duo Retallick-Whitelock, il dispute ne dispute que deux matchs lors des phases de poules, contre la Namibie et les Tonga. Hansen préférant utiliser un troisième supplémentaire sur le banc, il ne joue aucun match des phases finales, qui voient la Nouvelle-Zélande remporter son troisième titre mondial,.
Après le mondial, il commence à perdre du temps de jeu aux Crusaders devant l'émergence de Scott Barrett,. Cette situation se répercute également en sélection, où son temps de jeu se raréfie pour les mêmes raisons, même s'il continue d'être un membre important de l'effectif,.
En 2016, il est sélectionné en équipe nationale pour le Rugby Championship, que son pays remporte en gagnant toutes ses confrontations,. De plus, la Nouvelle-Zélande égalise le record de matchs remportés d'affilée toutes compétitions confondues avec dix-sept succès lors de la dernière journée où elle bat largement l'Afrique du Sud 57 à 15, chez elle à Durban.
En 2017, affronte avec les Crusaders les Lions britanniques à l'occasion de leur tournée en Nouvelle-Zélande. Il remporte pour la première fois de son histoire le Super Rugby lors de  la saison 2017.
Il connaît sa dernière sélection avec la Nouvelle-Zélande le 18 novembre 2017 face à l'Écosse à Murrayfield,.

### Fin de carrière victorieuse avec les Crusaders (2017-2021)
Lors de la saison 2018 de Super Rugby, Luke Romano remporte avec les Crusaders son deuxième titre d'affilée, après une nouvelle victoire en finale face aux Lions.
En 2018 également, il n'est initialement pas sélectionné avec les All Blacks pour la série de test-matchs face à la France en juin, mais est rappelé dans l'effectif en vue du troisième match, sans pour autant être aligné. Il ne dispute pas non plus de match lors du reste de la saison. Sa perte de vitesse en sélection éveille alors l'intérêt de clubs européens et japonais, mais il décide de rester fidèle à la fédération néo-zélandaise.
Lors de la saison 2018 de NPC avec Canterbury, il reçoit le titre de meilleur joueur de la compétition.
En 2019, il continue d'avoir un rôle important comme doublure aux Crusaders,. Au terme de la saison, il remporte pour la troisième fois consécutive le Super Rugby, après avoir triomphé des Jaguares en finale.
Les années suivantes, son équipe remporte deux fois de suite le Super Rugby Aotearoa en 2020 et 2021, mais Romano voit son influence encore baisser, avec respectivement 9 et 2 matchs lors de ces saisons. Il continue toutefois d'être régulièrement aligné en NPC avec Canterbury,.

### Derniers défis (2022-2023)
Non conservé par les Crusaders après la saison 2021 alors qu'il approche de ses 36 ans, Luke Romano change pour la première fois de franchise lorsqu'il rejoint les Blues pour la saison 2022. Son recrutement fait suite au départ au Japon de Patrick Tuipulotu, et à la volonté d'apporter de l'expérience aux jeunes avants de la franchise basée à Auckland,. Il participe au bon parcours de son équipe, qui échoue cependant en finale de la compétition face aux Crusaders,. Il dispute son cent-cinquantième match de Super Rugby à l'occasion de cette finale.
Plus tard en 2022, il dispute une dernière saison de NPC avec Canterbury, avant d'annoncer qu'il met un terme à sa carrière de joueur. Il dispute ce qui doit être son dernier match lors de la finale de la compétition, que son équipe perd face à Wellington.
Malgré l'annonce de sa fin de carrière, il est convaincu l'année suivante de rechausser les crampons avec Canterbury en vue de la saison 2023 de NPC, à la suite d'un certain nombre d'absences dans l'effectif de la province.

## Palmarès

### En club
- Vainqueur du Super Rugby en 2017, 2018 et 2019.
- Finaliste du Super Rugby en 2012, 2014 et 2022.
- Vainqueur du Super Rugby Aotearoa en 2020 et 2021.

- Vainqueur du NPC en 2009, 2010, 2011, 2016 et 2017 avec Canterbury.

### En équipe nationale
- Vainqueur de la Coupe du monde en 2015.
- Vainqueur du Rugby Championship en 2012, 2013, 2016 et 2017.

## Statistiques en équipe nationale
Luke Romano compte 31 capes avec les All Blacks, dont 22 en tant que titulaire. Il fait ses débuts avec les All Blacks le 13 juin 2012 à Hamilton face à l'Irlande,.
Sur ces rencontres, quatorze sont disputées dans le cadre du Rugby Championship, où il participe aux éditions 2012, 2013, 2015, 2016 et 2017.
Il dispute une édition de la Coupe du monde, en 2015, où il participe aux rencontres face à la Namibie et les Tonga.